# Masters de Cincinnati 2003
El Masters de Cincinnati 2003 (también conocido como Western & Southern Financial Group Masters por razones de patrocinio) fue un torneo de tenis jugado sobre pista dura. Fue la edición número 102 de este torneo. El torneo masculino formó parte de los ATP World Tour Masters 1000 en la ATP. Se celebró entre el 11 de agosto y el 17 de agosto de 2003.

## Campeones

### Individuales masculinos
Andy Roddick vence a  Mardy Fish, 4–6, 7–6(7–3), 7–6(7–4).

### Dobles masculinos
Bob Bryan /  Mike Bryan vencen a  Wayne Arthurs /  Paul Hanley, 7–5, 7–6(7–5).
| Predecesor: Cincinnati 2002 | Masters de Cincinnati 2003 | Sucesor: Cincinnati 2004 |